# Provincia di Las Palmas
Las Palmas è una provincia della comunità autonoma delle Isole Canarie, nella Spagna meridionale, che è costituita solo da uffici statali, dato che nelle Canarie ogni isola ha un Consiglio insulare a sé. Comprende le isole di Gran Canaria, Fuerteventura e Lanzarote.
La superficie è di 4066 km², la popolazione nel 2003 era di 987 128 abitanti.
Il capoluogo è Las Palmas de Gran Canaria (la più grande città e area urbana delle Isole Canarie); altri centri importanti sono Telde, Santa Lucía de Tirajana, San Bartolomé de Tirajana e Mogán su Gran Canaria, Arrecife su Lanzarote e Puerto del Rosario su Fuerteventura.

## Municipi
| Municipio                           | Popolazione (2007) | Isola         |
| ----------------------------------- | ------------------ | ------------- |
| Agaete                              | 5710               | Gran Canaria  |
| Agüimes                             | 27310              | Gran Canaria  |
| La Aldea de San Nicolás             | 8431               | Gran Canaria  |
| Antigua                             | 9204               | Fuerteventura |
| Arrecife                            | 56834              | Lanzarote     |
| Artenara                            | 1300               | Gran Canaria  |
| Arucas                              | 35280              | Gran Canaria  |
| Betancuria                          | 742                | Fuerteventura |
| Firgas                              | 7369               | Gran Canaria  |
| Gáldar                              | 23776              | Gran Canaria  |
| Haría                               | 5049               | Lanzarote     |
| Ingenio                             | 28132              | Gran Canaria  |
| Mogán                               | 18547              | Gran Canaria  |
| Moya                                | 7974               | Gran Canaria  |
| La Oliva                            | 20084              | Fuerteventura |
| Pájara                              | 19424              | Fuerteventura |
| Las Palmas de Gran Canaria          | 377203             | Gran Canaria  |
| Puerto del Rosario                  | 31808              | Fuerteventura |
| San Bartolomé                       | 18050              | Lanzarote     |
| San Bartolomé de Tirajana           | 49601              | Gran Canaria  |
| Santa Brígida                       | 18919              | Gran Canaria  |
| Santa Lucía de Tirajana             | 58335              | Gran Canaria  |
| Santa María de Guía de Gran Canaria | 14081              | Gran Canaria  |
| Teguise                             | 17688              | Lanzarote     |
| Tejeda                              | 2239               | Gran Canaria  |
| Telde                               | 98399              | Gran Canaria  |
| Teror                               | 12290              | Gran Canaria  |
| Tías                                | 18263              | Lanzarote     |
| Tinajo                              | 5588               | Lanzarote     |
| Tuineje                             | 13124              | Fuerteventura |
| Valleseco                           | 4019               | Gran Canaria  |
| Valsequillo de Gran Canaria         | 8853               | Gran Canaria  |
| Vega de San Mateo                   | 7611               | Gran Canaria  |
| Yaiza                               | 10894              | Lanzarote     |